# Ligue pour l'indépendance indienne
La Ligue pour l'indépendance indienne, également désignée sous l'acronyme IIL, se présenta comme une entité politique qui opéra de la décennie 1920 jusqu'aux années 1940. Son dessein principal consista à fédérer les résidents hors des territoires sous domination britannique en Inde, les incitant à œuvrer pour l'élimination de la suprématie coloniale britannique dans cette région. Initiée par des nationalistes indiens, ses activités s'étendirent à diverses contrées de l'Asie du Sud-Est. L'organisation rassembla des expatriés indiens et ultérieurement des nationalistes indiens en exil sous l'occupation japonaise, résultant de la campagne victorieuse du Japon en Malaisie durant les premières années de la Seconde Guerre mondiale. Pendant l'occupation japonaise de la Malaisie, les autorités nippones encouragèrent les Indiens de Malaisie à se rallier à la Ligue.
Établie principalement dans le dessein de fomenter le nationalisme indien et de solliciter le soutien japonais au Mouvement pour l'indépendance de l'Inde, la Ligue en vint à entrer en relation et à diriger la première armée nationale indienne sous Mohan Singh Deb avant sa dissolution. Rash Behari Bose transmet alors l'INA à Subhas Chandra Bose. Ultérieurement, après l'arrivée de Subhas Chandra Bose en Asie du Sud-Est et la résurgence de l'INA, la Ligue passa sous sa tutelle, avant de céder le flambeau à Azad Hind.

## Contexte
Avec l'occupation de l'Asie du Sud-Est, une importante communauté expatriée indienne se trouvait sous la domination japonaise. Préexistant même avant le conflit en Malaisie, plusieurs associations locales indiennes étaient déjà établies. Parmi les plus significatives figuraient l'Association de l'Inde centrale pré-guerre, la Ligue pour l'indépendance indienne de Singapour et d'autres organisations, regroupant des membres éminents tels que K.P.K. Menon, Nedyam Raghavan, Pritam Singh, S.C. Goho, et d'autres encore. Encouragés par les autorités d'occupation, ces groupes commencèrent à se fondre dans les ligues locales pour l'indépendance indienne, devenant ainsi l'organisation principale de liaison entre la population indienne locale et l'administration japonaise en place.
Adhérer à la Ligue pour l’indépendance indienne procurait sécurité et avantages divers. La présentation d'une carte de membre de l'IIL facilitait l'achat de billets de chemin de fer et permettait l'acquisition de produits essentiels tels que dentifrice et savon à des prix modérés, disponibles au siège de l'organisation. De plus, cette adhésion constituait le moyen par lequel les rations étaient distribuées. En outre, étant donné que l'IIL bénéficiait d'une collaboration avec la Croix-Rouge suisse, les membres pouvaient correspondre depuis des régions alors difficiles d'accès, telles que Ceylan.

## Rash Behari Bose
Rash Behari Bose se distingue par son rôle de révolutionnaire indien, notamment pour son implication dans la planification de la conspiration Delhi-Lahore de 1912, visant à l'assassinat du vice-roi Lord Hardinge, ainsi que dans la conspiration Ghadr de 1915. Ayant été recherché par les autorités du Raj britannique, Rash Behari prit le chemin du Japon où il trouva refuge au sein des cercles patriotiques japonais. Dans ce pays, il s'immergea dans l'apprentissage de la langue japonaise, contracta mariage avec une Japonaise et obtint la naturalisation japonaise.
Avant et durant la campagne de Malaisie, Rash Behari avait entrepris d'engager les efforts japonais en faveur des aspirations du mouvement indépendantiste indien. Fort des retours favorables de Fujiwara et de l'établissement des ligues locales pour l'indépendance, l'IGHQ sollicita l'assistance de Rash Behari afin de développer et de fédérer le mouvement indien naissant.
Rash Behari a recommandé à l'Instance Générale du Haut Quartier (IGHQ) d'intégrer l'Indian National Army (INA), en pleine évolution, au sein d'une entité politique destinée à représenter également la population civile indienne en Asie du Sud-Est.

## Conférence de Tokyo
En mars 1942, il convia les éminents responsables des ligues prônant l'indépendance de l'Inde à une conférence tenue en la ville de Tokyo. Cette convocation fut honorée de leur présence, et la délégation se rassembla en un hôtel tokyoïte à la fin du mois de mars de la même année.
La conférence tenue à Tokyo n’a cependant pas débouché sur une résolution définitive. Un certain nombre de membres de la délégation indienne avaient des dissensions avec Rash Behari, principalement en raison de ses attaches historiques avec le Japon et de la situation actuelle du Japon en tant que puissance occupante en Asie du Sud-Est. Ces membres se montraient méfiants à l'égard des intérêts particuliers japonais. Il fut convenu lors de cette conférence de se réunir de nouveau à Bangkok à une date ultérieure. La délégation indienne, en compagnie de Rash Behari, regagna Singapour au mois d’avril.

## Ligue pour l'indépendance de l'Inde malaise
À Singapour, Rash Behari fut convié à présider une assemblée publique où fut proclamée la Ligue pour l'indépendance de l'Inde panmalaise. Cette Ligue était sous la direction de Nedyam Raghavan, éminent avocat de Penang et figure notable parmi les Indiens de Malaisie. Le conseil d'administration de la Ligue comptait parmi ses membres K.P. Kesava Menon et S.C Goho, ce dernier occupant également la présidence de la Ligue pour l'indépendance indienne de Singapour. La Ligue formula diverses propositions, dont la création d'un Conseil d'action agissant en qualité d'organe exécutif, ainsi que la formation d'une instance à laquelle les ligues régionales seraient tenues de rendre compte. Elle établit également les modalités des relations entre l'Armée nationale indienne (INA) et le Conseil, ainsi qu'entre ce dernier et les autorités japonaises. Il fut décidé de soumettre ces propositions à un vote, cette délibération devant réunir une représentation plus nombreuse que celle assemblée à Tokyo et se tenir en un lieu autre que le sol japonais. Par ailleurs, il subsiste des suggestions selon lesquelles certains membres de la Ligue, notamment Niranjan Singh Gill, responsable des camps de prisonniers de guerre, nourrissaient des appréhensions quant aux intentions japonaises vis-à-vis de la Ligue et du mouvement pour l'indépendance.
La Ligue obtint un soutien considérable parmi la population indienne ; à la fin du mois d'août, le nombre de ses adhérents était estimé à près de cent mille. L'adhésion à la Ligue représentait un avantage significatif pour la population en temps de guerre et dans ses interactions avec les autorités d'occupation. La carte de membre de la Ligue, attestant de la qualité d'Indien (et donc d'allié), servait également de document pour la distribution des rations. En outre, la Ligue entreprit des démarches pour améliorer les conditions de vie de la population indienne locale, notamment en défendant la cause des ouvriers des plantations, désormais privés d'emploi.

## Conférence de Bangkok
En juin 1942 se tint la conférence de Bangkok, événement au cours duquel fut instaurée la Ligue pour l'Indépendance Indienne. Cette ligue se structura en un Conseil d'action et un Comité de représentants, auxquels étaient subordonnées des branches territoriales et locales. Le Conseil devait être présidé par Rash Behari Bose, avec pour membres civils notables K.P. Kesava Menon et Nedyam Raghavan. Mohan Singh et un officier nommé Gilani furent désignés membres de l'Armée Nationale Indienne (INA) au sein de ce conseil. Le Comité des représentants incluait des délégués provenant de douze territoires à forte population indienne, avec une représentation proportionnelle à la population indienne de chaque territoire. La résolution adoptée à Bangkok stipula en outre que l'Armée Nationale Indienne serait subordonnée à cette ligue. Ainsi, par cet agencement, la Ligue pour l'Indépendance Indienne établit une structure hiérarchique claire visant à organiser efficacement le mouvement pour l'indépendance, tout en intégrant des représentants de divers territoires sous une autorité centralisée.
La Conférence de Bangkok a adopté une résolution en trente-quatre points, et il était attendu que le gouvernement japonais réponde à chacun de ces points. Parmi ceux-ci figurait l'exigence que le gouvernement japonais reconnaisse clairement, explicitement et publiquement l'Inde en tant que nation indépendante et la Ligue comme les représentants et les gardiens de cette nation. D'autres points requéraient également des garanties de la part du Japon quant au respect de la souveraineté et de l'intégrité territoriale de l'Inde, le conseil exigeant unanimement que le Japon s'engage de manière claire et sans équivoque avant que la Ligue ne poursuive sa collaboration. La résolution stipulait en outre que l'armée nationale indienne devait recevoir le statut d'armée alliée et être traitée en conséquence, et que tous les prisonniers de guerre indiens devaient être remis à l'Armée Nationale Indienne (INA). Les Japonais étaient également tenus d'apporter leur assistance à l'armée par des prêts et de ne pas lui demander de se mobiliser pour un autre objectif que celui de la libération de l'Inde. Cette résolution fut dûment transmise à ce qui était alors le bureau de liaison japonais, l'Iwakuro Kikan.

## Conférence sur la Grande Asie de l'Est

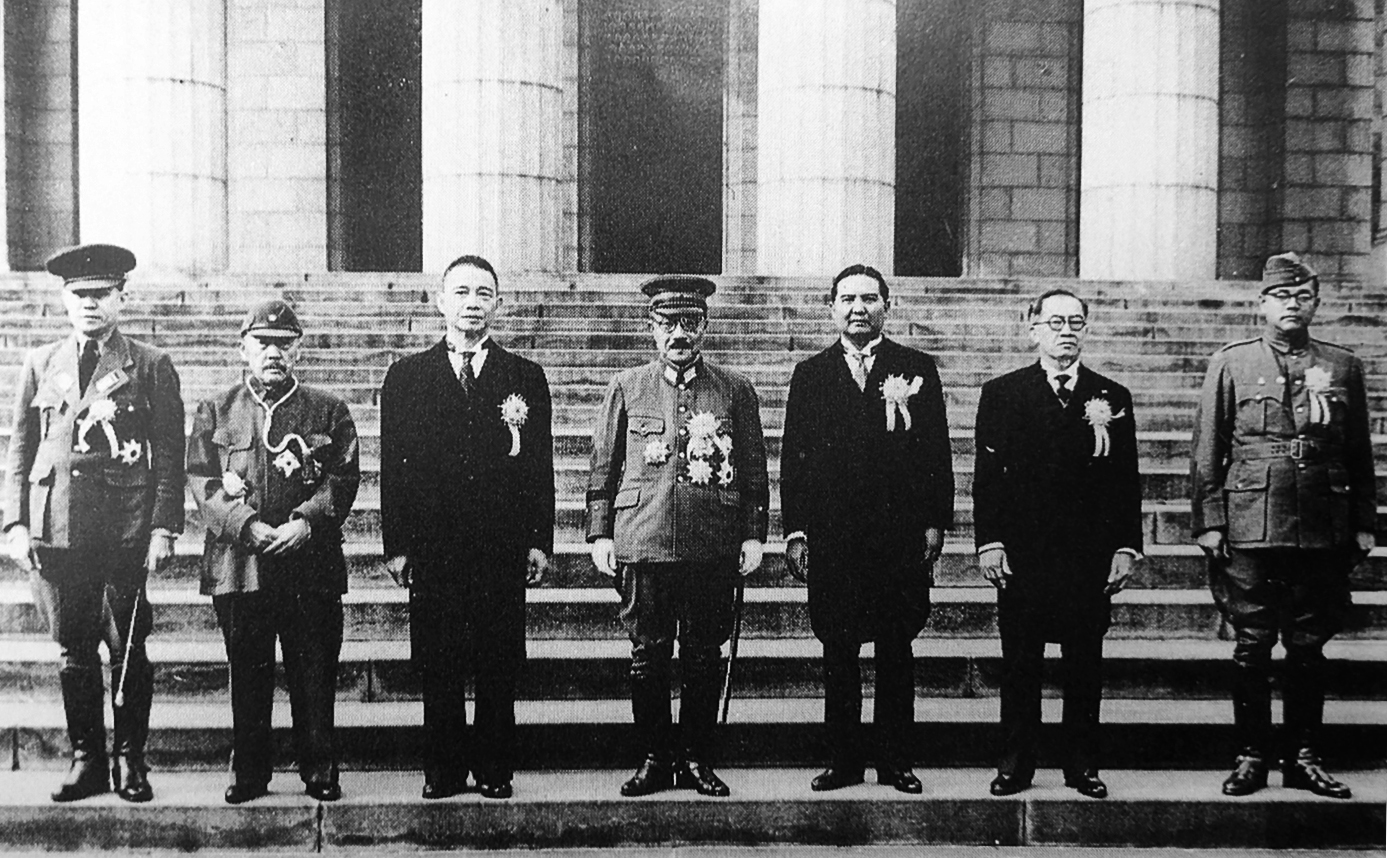
Participants à la Conférence de la Grande Asie de l'Est

En novembre 1943, la Conférence de la Grande Asie orientale se tint à Tokyo. Les chefs d'État des nations constituant la Sphère de coprospérité de la Grande Asie orientale y furent assemblés. Subhas Chandra Bose y prit part en qualité de chef d'État du Gouvernement provisoire d'Azad Hind.

## Plus tard dans le temps
En 1945, l'éminent chef de la communauté indienne de Jakarta, Pritam Singh, s'illustra par son engagement simultané au sein de la Ligue pour l'indépendance de l'Inde et dans la lutte pour l'émancipation de l'Indonésie.
En 1972, le Centre institua le régime de retraite Swathantra Sainik Samman, destiné à octroyer des pensions aux militants de l'indépendance. Néanmoins, la mise en œuvre de ce programme rencontra une résistance significative. À titre d'exemple, ce ne fut qu'après vingt-quatre années de luttes judiciaires que SM Shanmugam parvint à obtenir sa pension en août 2006.

## Culture populaire
Dans l'œuvre cinématographique intitulée Gopuram, réalisée en 1998 par le metteur en scène K.A. Devarajan, la Ligue pour l'indépendance indienne se voit conférer un rôle prééminent. En cette production, le protagoniste est incarné par le grand-père maternel d'un journaliste indien, militant infatigable pour l'émancipation de son pays durant les années 1930 au Japon. Poursuivi inlassablement par la police impériale japonaise, ce patriote se réfugie finalement au sein de la Ligue pour l'indépendance indienne, où ses actes héroïques et ses exploits sont scrupuleusement narrés et mis en lumière.
Dans le roman d'Amitav Ghosh intitulé Le Palais des miroirs (2000), l'auteur narre l'ascension fictive dans le commerce du teck à Rangoon de Rajkumar Raha et de sa famille élargie. Dans cette œuvre, Uma Dey, veuve et militante de la Ligue pour l’indépendance indienne, fait son apparition dans la seconde partie du récit, servant de véhicule pour illustrer les divisions postcoloniales qui influencent le reste du roman.